# Placospherastra
Placospherastra is een geslacht van sponsdieren uit de klasse van de Demospongiae (gewone sponzen).

## Soort
- Placospherastra antillensis van Soest, 2009